# Ahmed Yahiaoui
Pour les articles homonymes, voir Yahiaoui.
Ahmed Yahiaoui, né le 12 janvier 1987 à Marseille, est un footballeur franco-algérien qui évolue au poste de milieu de terrain.

## Biographie

### Parcours en club
Issu du centre de formation de l'Olympique de Marseille, il signe durant l'été 2004 son premier contrat professionnel. Le 29 janvier 2005, il joue son premier match en Ligue 1 à Toulouse pour la 25e journée (victoire de l'OM 3-1). Néanmoins, il est peu utilisé lors de sa première saison au club. À la fin de la saison, l'OM décide de le libérer de son contrat à la suite d'un mauvais comportement (retard aux entraînements). Il signe alors dès août 2005 avec le club de Ligue 2 du FC Istres.
De nouveau, lors de l'été 2006, il change de club et s'engage en Suisse avec le FC Sion. Il n'est toutefois aligné qu'une fois en Coupe de Suisse contre un club amateur (Naters) durant lequel il prend un carton jaune.
Parti en France courant 2006 pour soigner une pubalgie, les dirigeants suisses ne l'ont jamais vu revenir. Ces derniers confirment le licenciement du joueur début 2007.
Après des essais non concluants en Angleterre avec Everton ou avec l'AS Saint-Étienne, il signe en décembre 2007 un contrat d'un an et demi en faveur de l'AS Cannes mais en mai 2008, le club décide de ne pas le conserver dans son effectif.
En août 2010, il est à l'essai pour le promu de National, l'UJA Alfortville. En juin 2011 il est pisté par le club de Dijon.
Finalement, après trois ans d'inactivité, il signe avec le club marseillais GS Consolat qui évolue en CFA,.
En juin 2012, Yahiaoui signe au CS Sedan-Ardennes. Disputant seulement cinq rencontres en ligue 2, il résilie son contrat avant la fin de la saison et s'envole en Algérie négocier avec le club de Sétif ...sans succès.
Il rebondit finalement en juillet 2013, il signe au MC Oran.
Après une année, il revient en France au FC Martigues en CFA et y reste deux saisons.

### Parcours en sélection
Sélectionné en équipe de France des moins de 16 ans aux moins de 18 ans, il totalise 42 sélections en bleu, pour 1 but marqué, récompensées par le titre de champion d’Europe des moins de 17 ans en mai 2004.

## Statistiques
| Saison    | Club                   | Pays   | Championnat | Championnat | Championnat | Championnat  | Championnat  | Coupes nationales | Coupes nationales |
| Saison    | Club                   | Pays   | Division    | Matchs      | Buts        | Cartons      | Cartons      | Matchs            | Buts              |
| --------- | ---------------------- | ------ | ----------- | ----------- | ----------- | ------------ | ------------ | ----------------- | ----------------- |
| Saison    | Club                   | Pays   | Division    | Matchs      | Buts        | Carton jaune | Carton rouge | Matchs            | Buts              |
| 2004-2005 | Olympique de Marseille | France | Ligue 1     | 5           | -           | 1            | -            | -                 | -                 |
| 2005-2006 | FC Istres              | France | Ligue 2     | 16          | -           | 6            | -            | 1                 | -                 |
| 2006-2007 | FC Sion                | Suisse | ASL         | -           | -           | -            | -            | 1                 | -                 |
| 2007-2008 | AS Cannes              | France | National    | 2           | -           | 1            | -            | -                 | -                 |
| 2011-2012 | GS Consolat            | France | CFA         | 16          | -           | 3            | -            | -                 | -                 |
| 2012-2013 | CS Sedan-Ardennes      | France | Ligue 2     | 5           | -           | 1            | -            | 1                 | -                 |

Dernière mise à jour le 24 septembre 2012

## Palmarès

### En sélection
Avec l'équipe de France des moins de 17 ans, il remporte l'Euro 2004.